# Belagarahalli, Tiptur
Belagarahalli là một làng thuộc tehsil Tiptur, huyện Tumkur, bang Karnataka, Ấn Độ.